# Magnus Liber

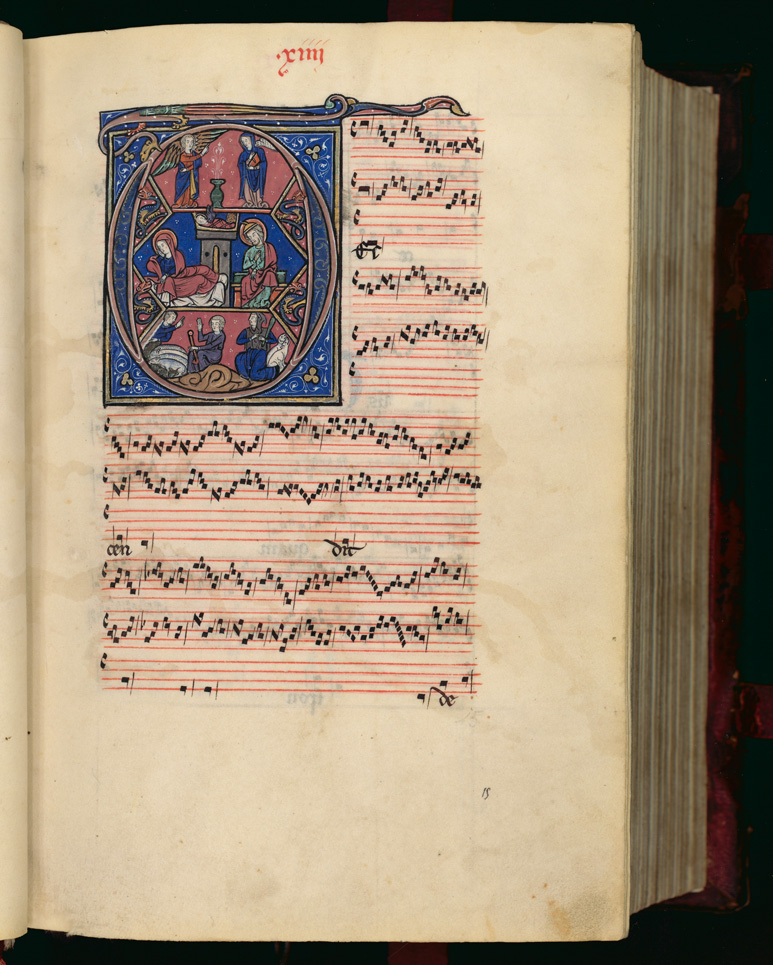
Folio 8 of manuscript F

De Magnus Liber of Magnus liber organi (het Groot boek van het organum) is een manuscript daterend uit de late twaalfde, begin dertiende eeuw, geschreven in het latijn en handeld over het organum, een middeleeuwse vorm van meerstemmige zang. Het manuscript is afkomstig uit de School van de Notre-Dame van Parijs en is vermoedelijk hoofdzakelijk  samengesteld door de componist Leoninus.
Er zijn nog drie overgebleven manuscripten en fragmenten. W1 & W2 in de Herzog August Bibliothek te Wolfenbüttel (Nedersaksen) en F uit de Biblioteca Medicea Laurenziana te Firenze. Het is het belangrijkste werk voor wat men de ars antiqua stijl noemt. Een groot deel van de Magnus Liber is gewijd aan de clausulae - melismatische delen van het Gregoriaans gezang.